# Gao Song
Gao Song (xinès simplificat: 高颂, pinyin: Gāo Sòng; Daqing, Heilongjiang, 16 d'abril de 1992) és una jugadora de bàsquet de l'equip nacional de bàsquet femení de la Xina. Va formar part de la plantilla dels Jocs Olímpics d'estiu de 2012.